# Jonas Hiortzberg
Jonas Laurentii Hiortzberg, född den 21 juni 1703 i Husby-Rekarne socken, död den 26 juli 1766 i Kjula socken, var en svensk präst och författare. Han var farfar till Lars Hjortsberg.

## Biografi
Hiortzberg, som tillhörde en från Hjortsberga i Kumla utgången prästsläkt, blev student 1721 i Uppsala, där han gjorde sig känd som poet. Han prästvigdes 1729 och blev huspredikant på Edeby i Helgarö. Hiortzberg kom 1735 till Stockholm som komminister i Maria Magdalena församling och gjorde sig känd som framstående predikant och de fattigas outtröttlige hjälpare. Genom hans energi kom Maria fattighus till stånd. År 1747 flyttade Hiortzberg till Kjula för att tillträda tjänsten som kyrkoherde. Han utnämndes 1761 till hedersprost, valdes samma år till riksdagsman och fick plats i sekreta utskottet. Av Hiortzbergs många poetiska arbeten är viktigast I Jesu namn! Then yttersta domen (1734, ett flertal upplagor, sist 1895), ett ståtligt religiöst epos på alexandriner.